# Electricity (canción de OMD)
«Electricity» es el disco sencillo debut de la banda británica de synth pop Orchestral Manoeuvres in the Dark (OMD), incluido en su también primer álbum de estudio, Orchestral Manoeuvres in the Dark.
Aunque no triunfó comercialmente, «Electricity» es una de las canciones más conocidas de la banda.

## Tres publicaciones
El sencillo se publicó originalmente el 21 de mayo de 1979, por el sello Factory Records, de Mánchester, producido por Martin Hannett bajo su apodo Martin Zero.
Poco después la banda se desvinculó de Factory e ingresaron en el sello subsidiario de Virgin Records, DinDisc Records, donde llegan a grabar otras dos versiones de «Electricity». Fue publicado por primera vez en DinDisc el 28 de septiembre de 1979.
DinDisc relanzó el sencillo, de nuevo, el 31 de marzo de 1980, la edición que fue incluida en su primer álbum de estudio, Orchestral Manoeuvres in the Dark.
Las tres publicaciones solo salieron al mercado en Europa. Cada una de las tres ediciones contenía las mismas dos canciones, «Electricity» y «Almost», en cada cara del vinilo, como era normal en esa época, pero en diferentes versiones.

## Detalles
El fundador y jefe del sello Factory Records, Tony Wilson, quería hacer regrabar las canciones «Electricity» y «Almost» con Martin Hannett, productor de la banda post-punk Joy Division. Hannett produjo las canciones en Cargo Studios, Rochdale, cuyos resultados fueron apreciados por Wilson pero no por OMD. Aun así, después de un breve debate entre la banda y Wilson, éste se comprometió a lanzar el sencillo en disco de vinilo conteniendo la versión original de «Electricity» en la cara A y la de «Almost», producida por Hannett, en la cara B.
Al suponer que con «Factory» no iban a tener éxito, el grupo dejó de trabajar allí y firmó con el sello subsidiario de Virgin Records, DinDisc Records, que lo publicó por segunda vez el 28 de septiembre de 1979. El contenido de esta versión incluye las mismas dos canciones, producidas originalmente por Martin Hannett.
El 31 de marzo de 1980, DinDisc relanzó el sencillo, que esta vez comprendía la canción homónima producida por Hannett, aunque remezclada por Collister y, en la cara B, «Almost». El sencillo llegó al puesto 99 de las listas del Reino Unido y estas ediciones de ambos temas fueron las incluidas en su primer álbum de estudio, Orchestral Manoeuvres in the Dark. Sin embargo, el álbum fue lanzado un mes antes, por lo que estas versiones de las canciones vieron la luz en este disco. Collister aparece acreditado en este sencillo como Chester Valentino, en referencia a una discoteca llamada «Valentino's» en Chester, la capital del condado de Cheshire (Inglaterra).

## Contenido

### Primera versión de 1979
Publicado el 21 de mayo de 1979 por Factory Records.
| Lado A | |          |  |
| N.º    | Título | Duración |  |
| 1.     | «Electricity» (se grabó una versión con la producción de Martin Hannett, pero se publicó la versión original con producción e ingeniería de Paul Collister) | 3:32     |  |

| Lado B |                                         |          |  |
| N.º    | Título                                  | Duración |  |
| 1.     | «Almost» (producida por Martin Hannett) | 3:41     |  |

### Segunda versión de 1979
Publicado el 28 de septiembre de 1979 por el sello subsidiario de Virgin Records, DinDisc Records.
| Lado A |                                                                   |          |  |
| N.º    | Título                                                            | Duración |  |
| 1.     | «Electricity» (conserva la producción original de Martin Hannett) | 3:33     |  |

| Lado B |                                                              |          |  |
| N.º    | Título                                                       | Duración |  |
| 1.     | «Almost» (conserva la producción original de Martin Hannett) | 3:50     |  |

### Versión de 1980
Publicado el 31 de marzo de 1980 por DinDisc. Edición incluida en el álbum. Llegó al puesto 99 en las listas del Reino Unido. 

| Lado A | |          |  |
| N.º    | Título | Duración |  |
| 1.     | «Electricity» (conserva la producción original de Martin Hannet, aunque remezclada por Paul Collister bajo el nombre de Chester Valentino) | 3:32     |  |

| Lado B |                                                              |          |  |
| N.º    | Título                                                       | Duración |  |
| 1.     | «Almost» (conserva la producción original de Martin Hannett) | 3:40     |  |

### Reedición de 2019
Publicada el 27 de septiembre de 2019, es una reedición de la primera versión de DiniDisc en 1979, por su 40 aniversario, con una nueva remezcla del lado B por parte del músico Vince Clarke.

| Lado A |                                                             |          |  |
| N.º    | Título                                                      | Duración |  |
| 1.     | «Electricity» (con la producción original de Martin Hannet) | 3:34     |  |

| Lado B |                                  |          |  |
| N.º    | Título                           | Duración |  |
| 1.     | «Almost» (Remix de Vince Clarke) | 4:46     |  |